# Tsvetana Bozhilova
Tsvetana Asenova Bozhilova –en búlgaro, Цветана Асенова Божилова– (Pazardzhik, 19 de octubre de 1968) es una deportista búlgara que compitió en judo. Ganó una medalla de bronce en el Campeonato Mundial de Judo de 1999 y siete medallas en el Campeonato Europeo de Judo entre los años 1988 y 2004.

## Palmarés internacional
| Campeonato Mundial | Campeonato Mundial       | Campeonato Mundial | Campeonato Mundial |
| Año                | Lugar                    | Medalla            | Categoría          |
| ------------------ | ------------------------ | ------------------ | ------------------ |
| 1999               | Birmingham (Reino Unido) | Medalla de bronce  | Abierta            |
| Campeonato Europeo |                          |                    |                    |
| Año                | Lugar                    | Medalla            | Categoría          |
| 1988               | Pamplona (España)        | Medalla de bronce  | Abierta            |
| 1990               | Fráncfort (RFA)          | Medalla de bronce  | Abierta            |
| 1995               | Birmingham (Reino Unido) | Medalla de bronce  | Abierta            |
| 1999               | Bratislava (Eslovaquia)  | Medalla de plata   | +78 kg             |
| 2000               | Breslavia (Polonia)      | Medalla de bronce  | Abierta            |
| 2003               | Düsseldorf (Alemania)    | Medalla de bronce  | Abierta            |
| 2004               | Bucarest (Rumania)       | Medalla de bronce  | +78 kg             |